# گرویر
شهر گرویر  در بخش گرویر در ایالت فریبورگ در کشور سوئیس واقع شده‌است که ۱٬۴۰۰ نفر  جمعیت دارد.

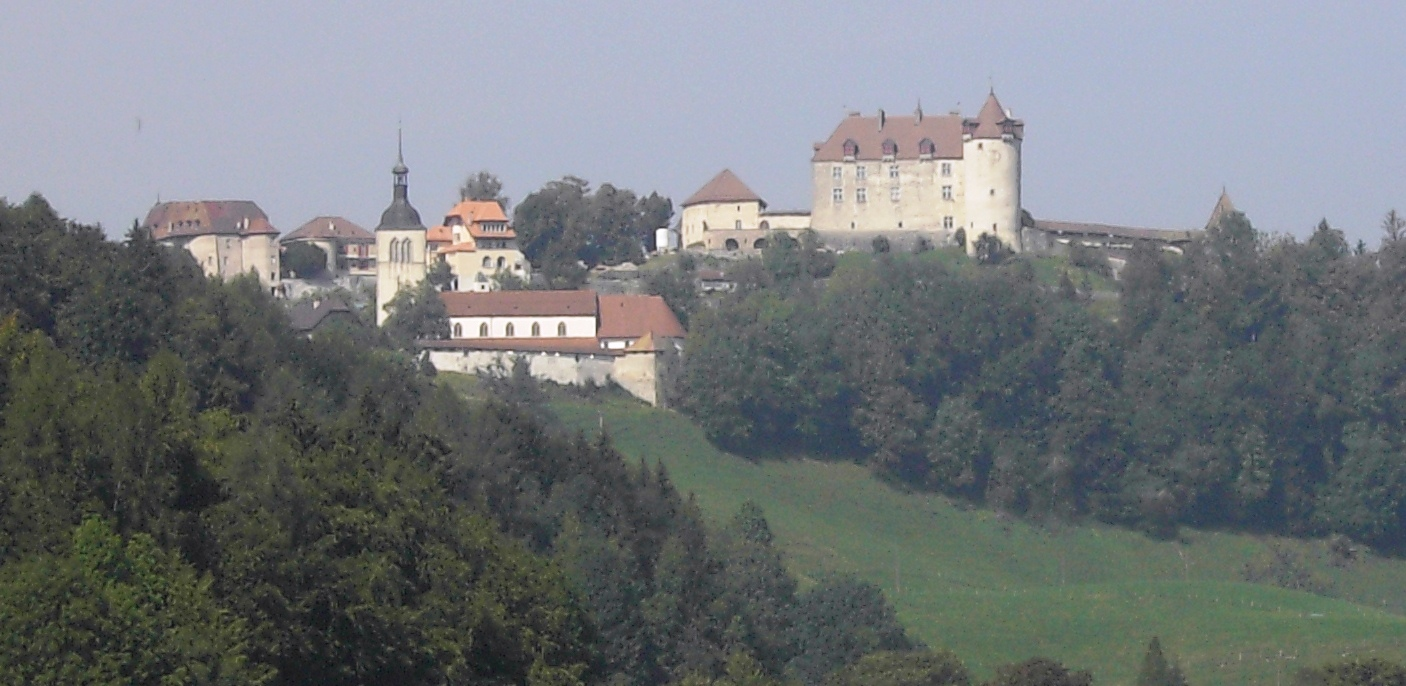
Greyerz

## نگارخانه

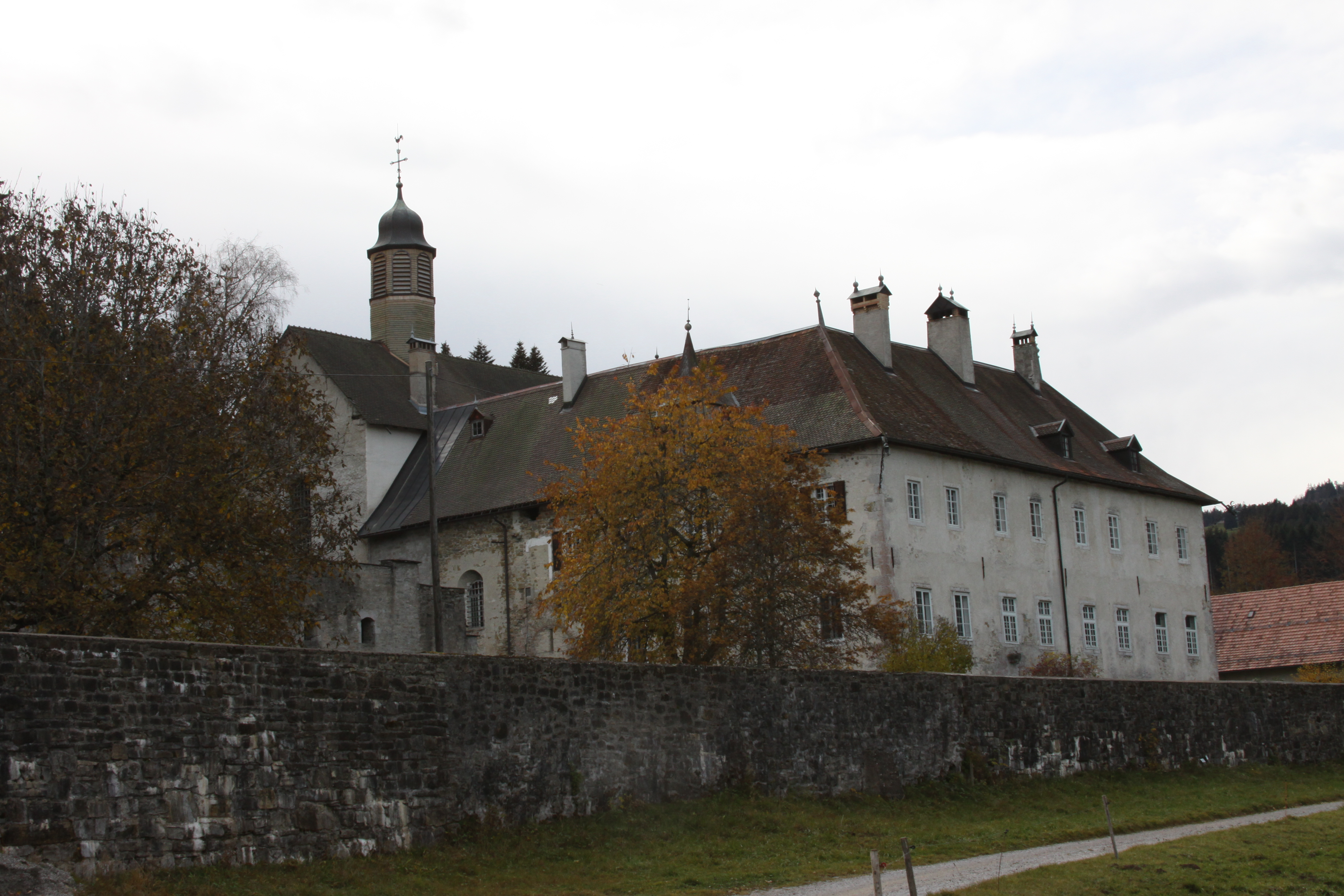
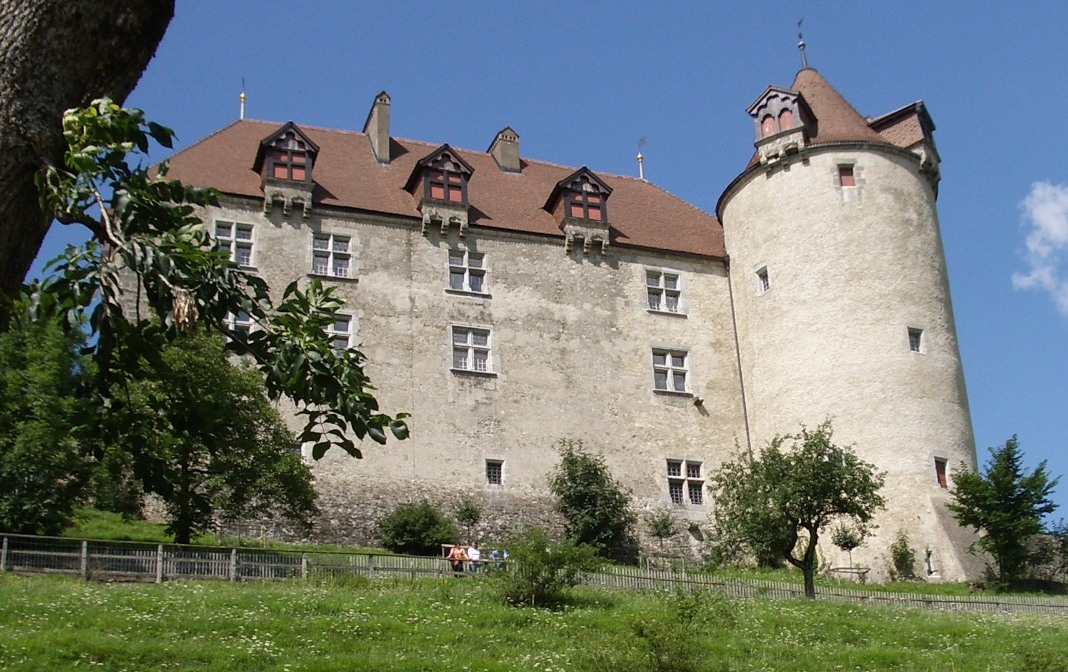
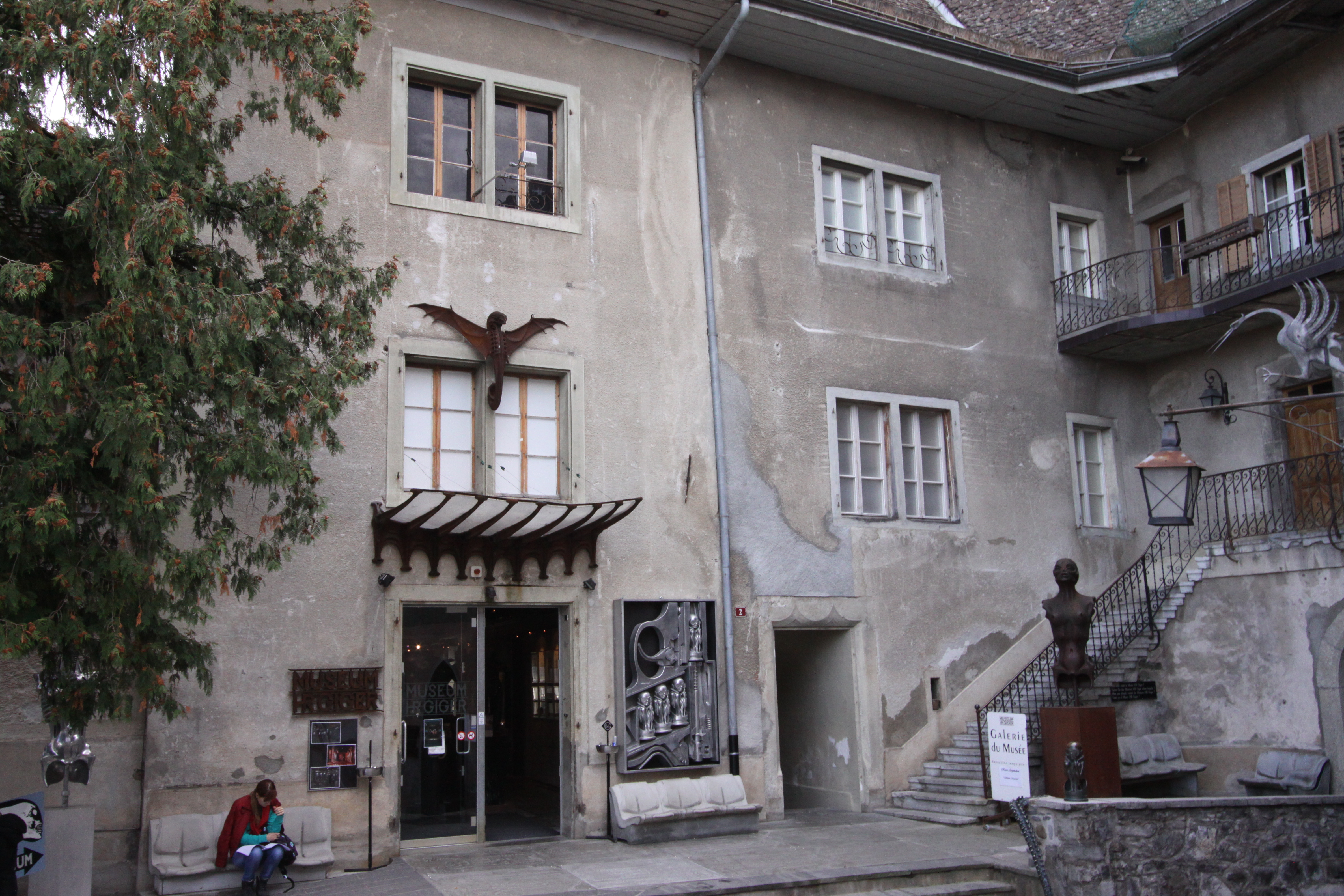
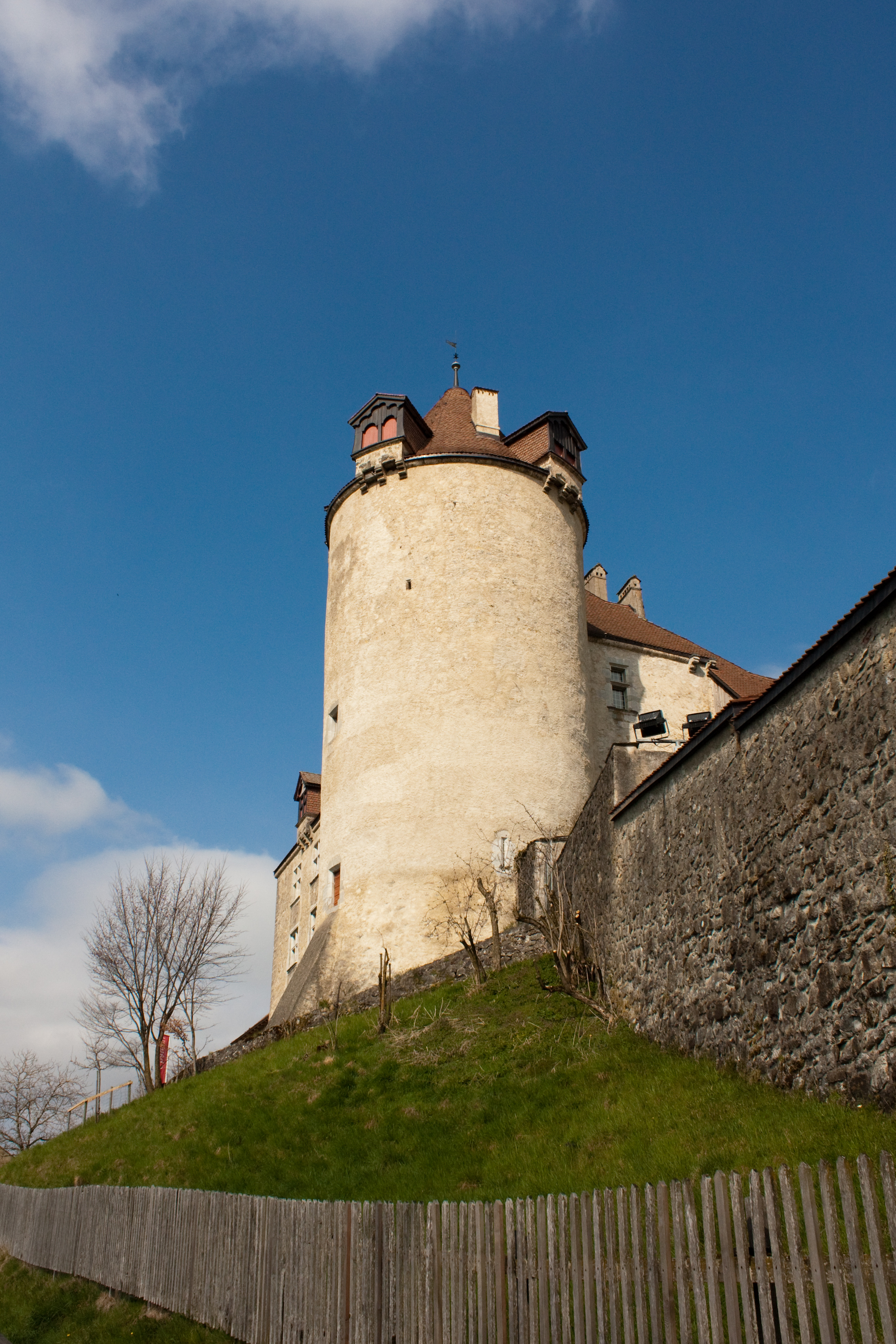
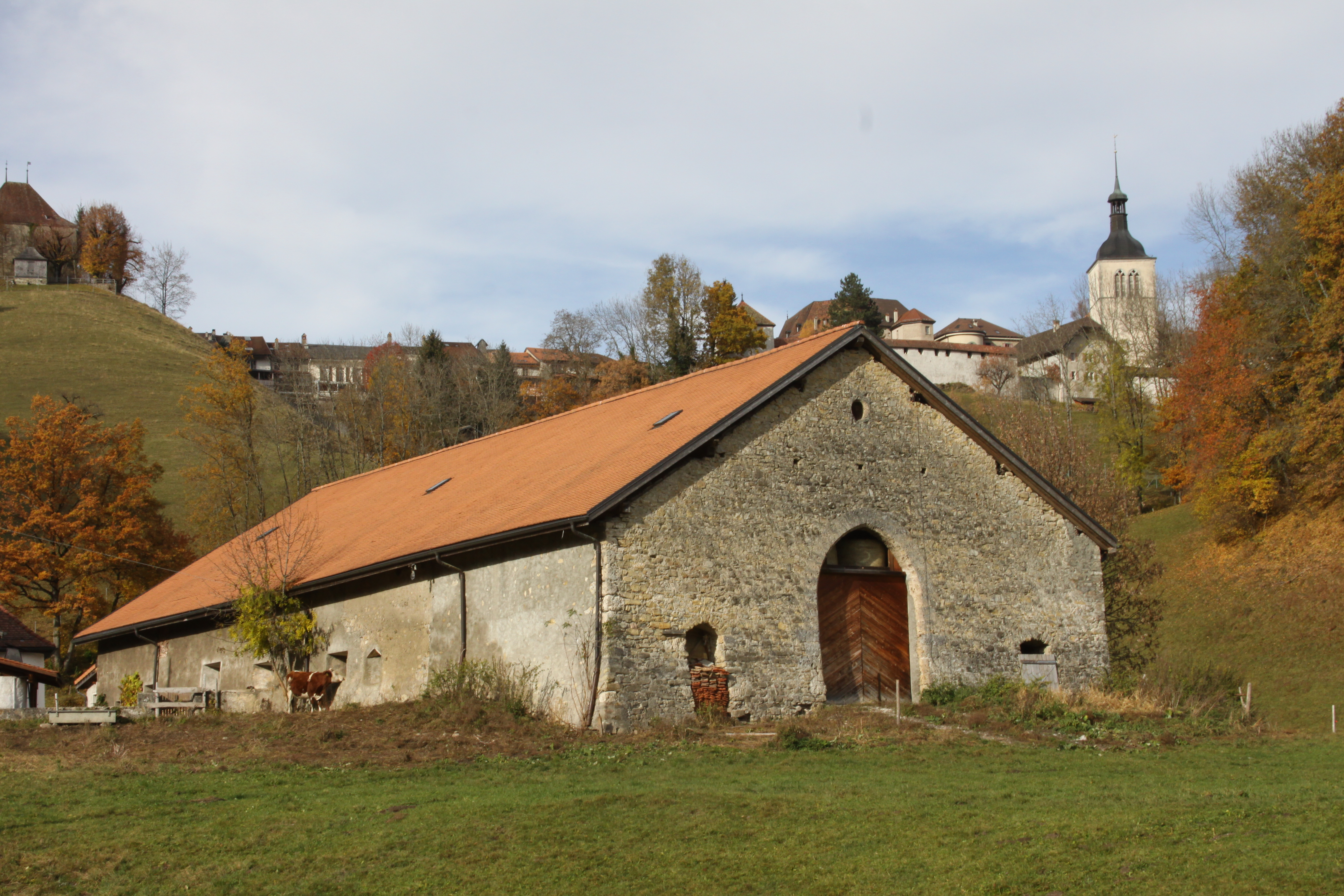
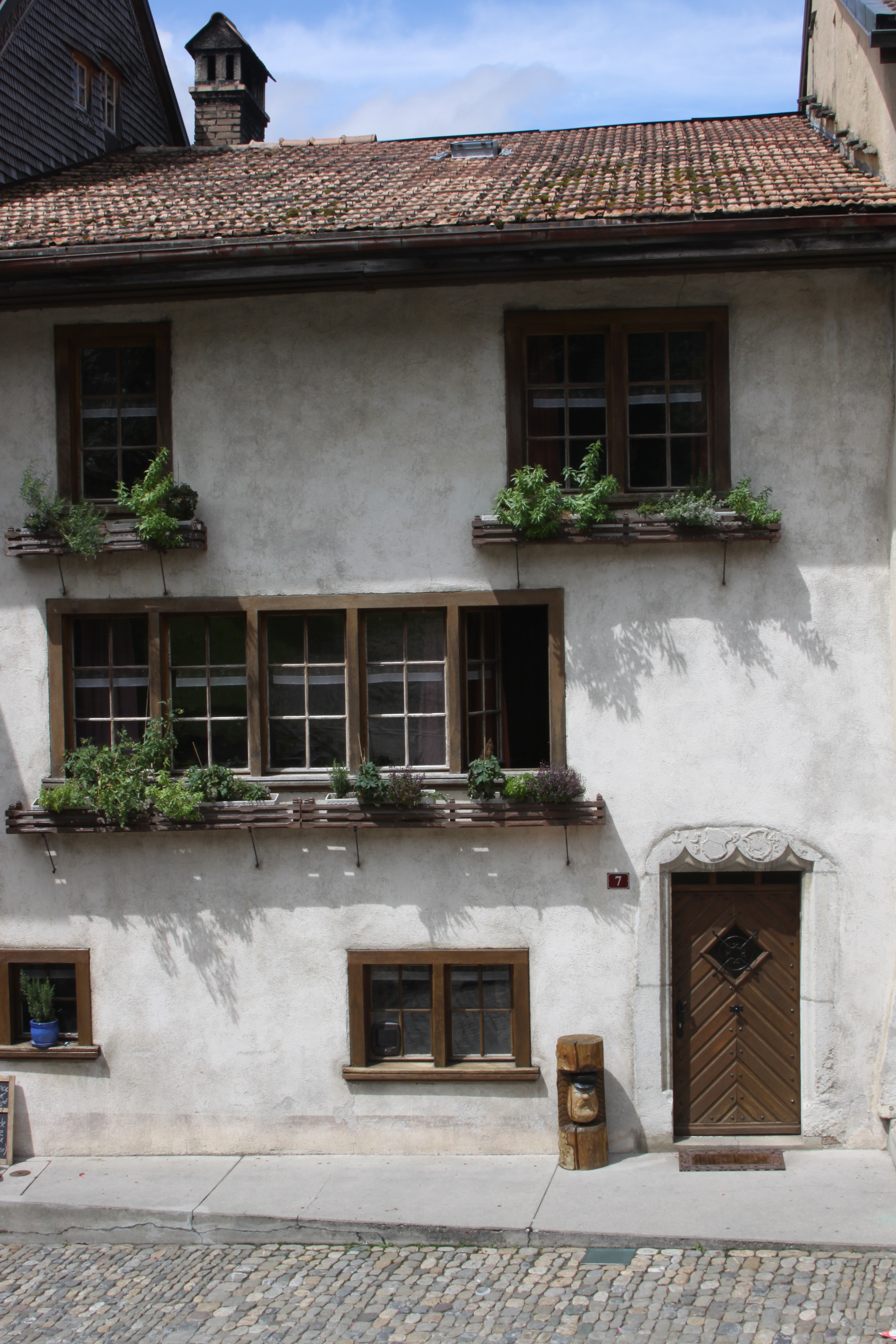
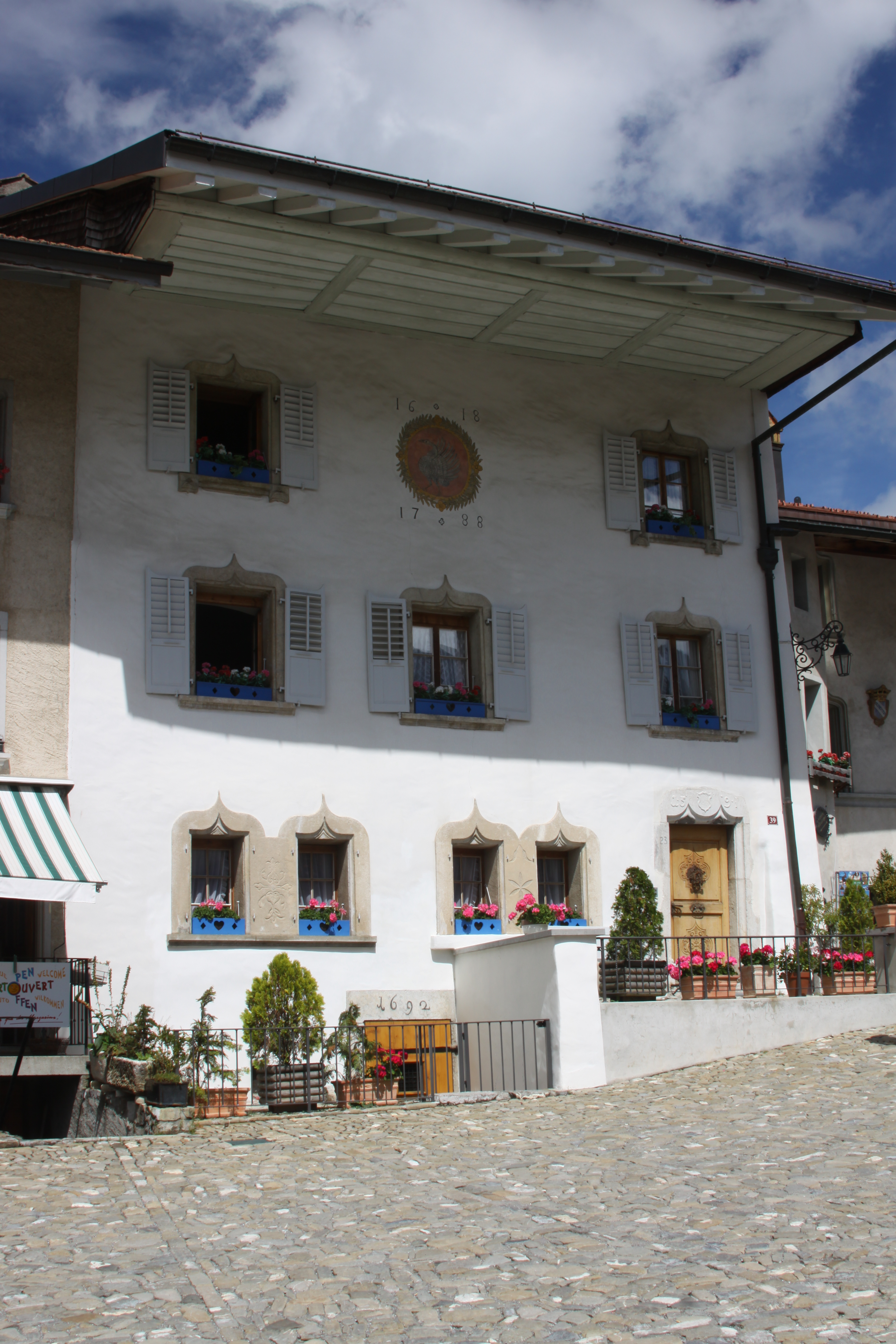
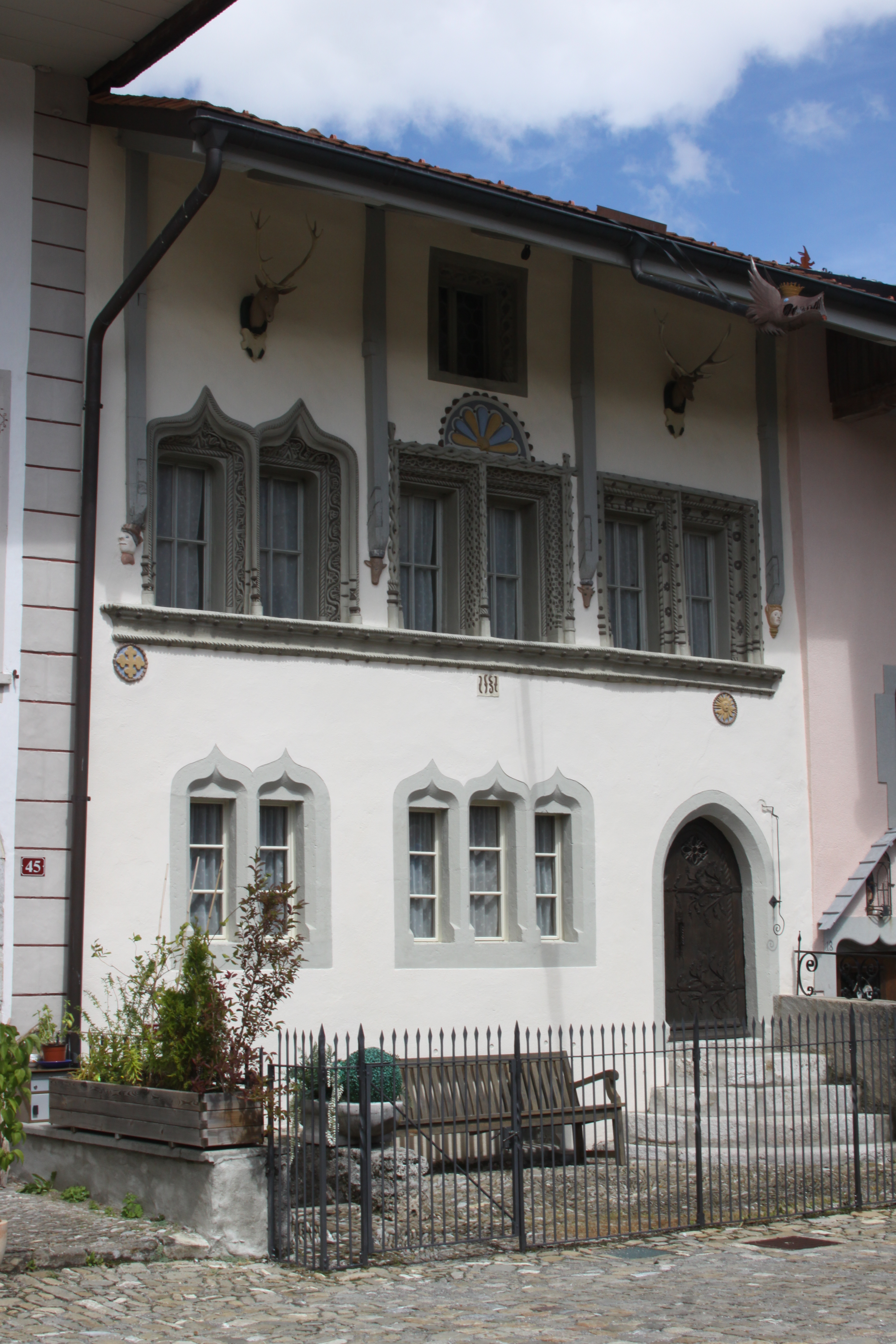